# Liste der Baudenkmäler in Pleystein
Auf dieser Seite sind die Baudenkmäler in der Oberpfälzer Stadt Pleystein zusammengestellt. Diese Tabelle ist eine Teilliste der Liste der Baudenkmäler in Bayern. Grundlage ist die Bayerische Denkmalliste, die auf Basis des Bayerischen Denkmalschutzgesetzes vom 1. Oktober 1973 erstmals erstellt wurde und seither durch das Bayerische Landesamt für Denkmalpflege geführt wird. Die folgenden Angaben ersetzen nicht die rechtsverbindliche Auskunft der Denkmalschutzbehörde.
 Die Liste gibt den Fortschreibungsstand vom 3. Juli 2018 wieder und umfasst 56 Baudenkmäler.

## Ensembles

### Ensemble Altstadt Pleystein
Das Ensemble Pleystein umfasst den Bereich der Altstadt um den ehemaligen Burgfelsen mit dem darunter liegenden Straßenmarkt und die parallel dazu verlaufenden Wohnhaus- und Scheunenzeilen innerhalb der Stadtmauer in der im Urkataster verzeichneten Flächenausdehnung. 
Pleystein, Sitz der gleichnamigen Herrschaft, verdankt seine außergewöhnliche Gestalt der geschickten Bezugnahme auf eine einzigartige geographische Gegebenheit, den aufragenden Rosenquarzfelsen und einen Höhenrücken, der gleichsam eine Geländebrücke zwischen ihm und der umgebenden Hügellandschaft bildet. Der Felsen diente schon in früher Zeit als Befestigungspunkt. 
Die erste Siedlung umschloss ringförmig um den Burgfelsen. Auf dem Höhenrücken erfolgte ab 1391 die weitere Besiedelung, ausgehend von der Mittelachse eines langgezogenen Straßenmarktes und schalenartig ausgreifend nach Nordwesten, nachdem die Sonnenseite vom Burggut mit seinen großen Hofanlagen für sich beansprucht worden war. 
Durch genaue Geländebeobachtung war die Zuführung fließenden Wassers zum höher gelegenen Stadtweiher möglich. Die Grabenbefestigung, die den ganzen Markt in einem großen Oval umschloss und in Reststücken noch bei der Allee im Südosten erkennbar ist; dagegen ist von der innerhalb des Grabens geführten Stadtmauer kein Rest mehr erhalten. Mehreren Großbränden in den Jahren 1842, 1845, 1848 und 1901 zufolge wurde die Bausubstanz immer wieder ausgewechselt, die städtebauliche Grund- und Aufrissstruktur aber beibehalten. So sind zur Stadtmitte hin zweigeschossige, in den Parallelstraßen zum Marktplatz ursprünglich eingeschossige Wohnhauszeilen ausgerichtet, während rückwärts die Stallungen und Scheunen liegen, in den Erweiterungszonen im Nordwesten also die Wohnhauszeile jeweils einer stadtabgewendeten Scheunenzeile gegenüberliegt. 
Diese hauptsächlich aus der Mitte des 19. Jahrhunderts stammende Bebauung erfuhr nach dem großen Stadtbrand von 1901 noch eine deutliche Ausrichtung nach zwei architektonischen Schwerpunkten: Der neugotischen Stadtpfarrkirche im Südwesten und der Kreuzbergkirche samt dem neubarocken Kreuzbergkloster auf dem Quarzfelsen. Nachdem schon in der Barockzeit die alte Befestigungsfunktion des Quarzfelsens durch die Errichtung einer Wallfahrtskirche Zum Hl. Kreuz als Gedächtnis des Golgathaberges umgedeutet worden war, hat Architekt Heinrich Hauberrisser nach dem Brand-Wiederaufbau auf der verlängerten Marktplatzachse das Kreuzbergkloster errichtet, das seither als dominierender Höhepunkt über dem Nordostabschluss des Platzes steht. Das architektonische Spannungsverhältnis zur neugotischen Stadtpfarrkirche am südwestlichen Ende des Marktplatzes ist für die Stadt identitätsstiftend. Den Marktplatz prägen Details wie der Brunnen, die Johann-von-Nepomuk-Statue und eine Reihe holzgeschnitzter Einfahrtstore aus der Mitte des 19. Jahrhunderts und der Zeit nach 1901. Aktennummer: E-3-74-147-1.

## Baudenkmäler nach Ortsteilen

### Pleystein

#### Innerhalb des Ensembles
| Lage                                      | Objekt                                                                          | Beschreibung | Akten-Nr.     | Bild                                                                            |
| ----------------------------------------- | ------------------------------------------------------------------------------- | --- | ------------- | ------------------------------------------------------------------------------- |
| Altstadt 3 (Standort)                     | Wohnhaus mit Ladeneinbau                                                        | Zweiflügeliger zweigeschossiger Walm- bzw. Halbwalmdachbau, mit originellen barockisierenden Putzverzierungen, um 1903, im Kern älter. | D-3-74-147-1  | BW                                                                              |
| Burggut 8 (Standort)                      | Ehemaliges Burggut                                                              | Zweigeschossiger Halbwalmdachbau mit Putzstreifengliederung und profilierten Werksteingewänden, im Kern 17. Jahrhundert, Wiederaufbau nach Brand 1848; Felsenkeller; Brunnentrog aus ornamentierten Eisenplatten, um 1890. | D-3-74-147-3  | BW                                                                              |
| Kreuzbergweg 2; Kreuzbergweg 3 (Standort) | Katholische Wallfahrtskirche Heiliges Kreuz                                     | Saalkirche mit Steildach und halbrund geschlossenem Chor, schlanker Turm nach Norden mit Glockenhaube, neubarock, 1902 von Heinrich Hauberrisser und Joseph Koch; mit Ausstattung; Bergwerksstollen, 1738 durch den Kreuzberg getrieben; Stufenanlage, Granitstufen, Brüstungsmauer aus Bruchstein mit Deckplatten, 18./19. Jahrhundert.                                                                                           | D-3-74-147-7  | weitere Bilder                                                                  |
| Kreuzbergweg 3 (Standort)                 | Kloster                                                                         | Mehrflügelige zweigeschossige Anlage mit Walmdächern und neubarocken Gliederungen, runder Eckturm nach Süden mit Glockenhaube, 1901–1903 von Heinrich Hauberrisser und Joseph Koch; mit Ausstattung; Hofeinfriedung nach Süden und einen Gebäudezwickel abschließend, durch Pfeiler gegliederte Stufenmauer, Rundbogenportal mit Schweifgiebel, wohl gleichzeitig.                                                                 | D-3-74-147-8  | weitere Bilder                                                                  |
| Kreuzbergweg 3 (Standort)                 | Kreuzweg mit vierzehn Stationen                                                 | Ädikulaform auf Stufenpostament, mit Kreuzbekrönung und farbig gefassten Keramikreliefs, klassizistisch, um 1800; Kruzifix, Gusseisen, um 1880, Beifigur und Sockel modern; Heiligennische, rundbogig geschlossen, mit farbig gefasster Holzfigur Christus an der Geißelsäule, letztes Viertel 18. Jahrhundert; ehemaliger Grenzstein, Granit, bezeichnet mit „1776“, 1839 zum Opferstock umgewidmet.                              | D-3-74-147-9  | weitere Bilder                                                                  |
| Marktplatz (Standort)                     | Heiligenfigur, heiliger Johannes von Nepomuk                                    | Auf Postament mit Inschrift, Einfriedung mit Balustrade, Granit, bezeichnet mit „1731“. | D-3-74-147-25 | weitere Bilder                                                                  |
| Marktplatz (Standort)                     | Kriegerdenkmal für die Gefallenen des Krieges von 1870/71 und des I. Weltkriegs | Oktogonales Brunnenbecken auf Postament, Brunnensäule mit Immaculata-Figur, Werkstein, bezeichnet mit „1923“, später für Gefallene des II. Weltkriegs erweitert. | D-3-74-147-24 | Kriegerdenkmal für die Gefallenen des Krieges von 1870/71 und des I. Weltkriegs |
| Marktplatz 13 (Standort)                  | Gasthaus                                                                        | Zweigeschossiger traufständiger Satteldachbau, Erdgeschoss mit Korbbogenöffnungen und seitlicher Toreinfahrt, Granitquader, Mitte 19. Jahrhundert, nach Stadtbrand 1901 Wiederaufbau. | D-3-74-147-17 | Gasthaus                                                                        |
| Marktplatz 19 (Standort)                  | Wohnhaus                                                                        | Zweigeschossiger traufständiger Satteldachbau mit Granittürrahmung und seitlicher Toreinfahrt, Mitte 19. Jahrhundert, Wiederaufbau nach Stadtbrand von 1901. | D-3-74-147-21 | weitere Bilder                                                                  |
| Marktplatz 27 (Standort)                  | Katholische Pfarrkirche St. Sigismund                                           | Dreischiffige Basilika mit Steil- und Pultdächern, eingezogener, fünfseitig geschlossener Chor, Flankenturm mit Spitzhelm, neugotisch, 1902–04 von Heinrich Hauberrisser und Joseph Koch; mit Ausstattung. | D-3-74-147-23 | weitere Bilder                                                                  |
| Pfarrplatz 6 (Standort)                   | Katholischer Pfarrhof                                                           | Zweigeschossiger Steil- bzw. Walmdachbau mit versetzten Baukörpern, mit Zinnengiebeln und Eckerker, neugotisch, um 1902 von Heinrich Hauberrisser und Joseph Koch; Nebengebäude mit Stadel und Stall, eineinhalbgeschossiger zweigliedriger Satteldachbau über gewinkeltem Grundriss mit Einfahrtstoren und Aufzugsgauben, wohl gleichzeitig; Pfarrgarteneinfriedung, Gartenmauer mit Pfeilergliederung und Blendfeldern, um 1902. | D-3-74-147-65 | Katholischer Pfarrhof                                                           |
| Untere Steingasse 2 (Standort)            | Wohn- und Geschäftshaus                                                         | Zweigeschossiger Halbwalmdachbau mit Werksteinrahmungen, nach Stadtbrand 1845 wieder aufgebaut; mit Verkaufsladen-Ausstattung; Nebengebäude, eingeschossiger traufständiger Satteldachbau mit segmentbogiger Tordurchfahrt, wohl gleichzeitig. | D-3-74-147-26 | BW                                                                              |

#### Außerhalb des Ensembles
| Lage                                                   | Objekt                                                             | Beschreibung | Akten-Nr.     | Bild                                                               |
| ------------------------------------------------------ | ------------------------------------------------------------------ | --- | ------------- | ------------------------------------------------------------------ |
| Bartlmühlweg 6 (Standort)                              | Bildstock                                                          | Granitschaft, Laterne mit rundbogig geschlossenen Bildfeldern und Kreuzrelief, bezeichnet mit „1688“. | D-3-74-147-2  | BW                                                                 |
| Bockl-Radweg (Standort)                                | Wegebrücke über die ehemalige Trasse der Lokalbahn Neustadt–Eslarn | Wegbrücke mit flachem Parabelbogen, Mauerwerk aus bossierten Granitquadern, 1900 | D-3-74-147-67 | Wegebrücke über die ehemalige Trasse der Lokalbahn Neustadt–Eslarn |
| Bockl-Radweg (Standort)                                | Wegkreuz                                                           | Gusseisenkruzifix auf Granitsockel mit Postament, zweite Hälfte 19. Jahrhundert. | D-3-74-147-34 | BW                                                                 |
| Nähe Böhmerwaldstraße; Nähe Stadtgraben Ost (Standort) | Wasserverteilungsanlage                                            | Gespeist durch Abwasser der Grabenmühle, mit fünf Abzweigungen durch Öffnungen in Granitplatten, wohl 17./18. Jahrhundert. | D-3-74-147-28 | BW                                                                 |
| Eisenstraße (Standort)                                 | Steinbildstock                                                     | Schlanker Granitschaft auf Postament, Laterne mit halbrund geschlossenen Bildfeldern, bezeichnet mit „1753“. | D-3-74-147-30 | BW                                                                 |
| Galgenbergweg 1; Galgenbergweg 3 (Standort)            | Friedhofskapelle heiliger Johann von Nepomuk                       | Walmdachbau mit Putzfelderungen, dreiseitig geschlossen, Dachreiter mit Zwiebelhaube, bezeichnet mit „1750“; mit Ausstattung; Friedhofsmauer, Bruchstein, 18./19. Jahrhundert; Opferstock, Granitquader mit Metallaufsatz und Verschlussmechanismus, bezeichnet mit „1776“; Friedhofskreuz, Gusseisenkruzifix, um 1900, Sockel erneuert. | D-3-74-147-4  | weitere Bilder                                                     |
| Großer Herrgott (Standort)                             | Holzkruzifix, sogenannter Großer Herrgott                          | Holz, Figur farbig gefasst, bezeichnet mit „1885“, Kreuz erneuert. | D-3-74-147-33 | BW                                                                 |
| Am Mühlgraben (Standort)                               | Bildstock                                                          | Schlanker Granitschaft auf Postament, Laterne mit korbbogig geschlossenem Bildfeld, bezeichnet mit „1755“. | D-3-74-147-32 | BW                                                                 |
| Am Mühlgraben (Standort)                               | Wegkapelle                                                         | Steildachbau, dreiseitig geschlossen, Polygonalmauerwerk mit Putzrahmungen und Stufengiebel, neugotisch, um 1900; mit Ausstattung. | D-3-74-147-71 | BW                                                                 |
| Schullandheimweg 11 (Standort)                         | Granittrog                                                         | Mit quadratischem Grundriss, bezeichnet mit „1819“. | D-3-74-147-35 | BW                                                                 |
| Schwarzenbach (Standort)                               | Wegkapelle                                                         | Satteldachbau über rechteckigem Grundriss, 1732. | D-3-74-147-29 | BW                                                                 |
| Stadtbach (Standort)                                   | Rest der Stadtbachanlage                                           | Steinfassung wohl 18. Jahrhundert; am Beginn des Mühlgrabens. | D-3-74-147-6  | BW                                                                 |

### Bartlmühle
| Lage                       | Objekt      | Beschreibung | Akten-Nr.     | Bild |
| -------------------------- | ----------- | --- | ------------- | ---- |
| Nähe Bartlmühle (Standort) | Bildsäule   | Postament, Säule mit korinthisierendem Kapitell und Skulptur des heiligen Johannes Nepomuk, Granit, wohl 18. Jahrhundert. | D-3-74-147-37 | BW   |
| Pfleghänge (Standort)      | Granitkreuz | Mit eingehauener Pflugschar, nachmittelalterlich.                                                                         | D-3-74-147-36 | BW   |

### Bibershof
| Lage                    | Objekt   | Beschreibung                                                                            | Akten-Nr.     | Bild |
| ----------------------- | -------- | --------------------------------------------------------------------------------------- | ------------- | ---- |
| Bibershof 4 (Standort)  | Wegkreuz | Gusseisenkruzifix mit trauernder Muttergottes, auf Granitsockel, bezeichnet mit „1905“. | D-3-74-147-39 | BW   |
| In Bibershof (Standort) | Brunnen  | Granitbecken mit abgefasten Kanten, bezeichnet mit „1800“, Brunnensäule 1969 erneuert.  | D-3-74-147-38 | BW   |

### Bodenmühle
| Lage                    | Objekt                                          | Beschreibung | Akten-Nr.     | Bild |
| ----------------------- | ----------------------------------------------- | --- | ------------- | ---- |
| Bodenmühle 1 (Standort) | Wohnstallhaus, ehemaliges Zuhaus der Bodenmühle | Eingeschossiger Halbwalmdachbau mit Werksteingewänden, nach Süden Greddach, Portal bezeichnet mit „1687“ und „1836“, Stallteil nach Osten, bezeichnet mit „1789“, modern überformt; Bildstock, Werkstein, neugotisch, Ende 19. Jahrhundert. | D-3-74-147-42 | BW   |
| Föhret (Standort)       | Wegkreuz                                        | Gusseisenkruzifix mit floralem Schmuck, auf profiliertem Granitsockel, bezeichnet mit „1865“. | D-3-74-147-72 | BW   |

### Burkhardsrieth
| Lage                         | Objekt                                  | Beschreibung | Akten-Nr.     | Bild           |
| ---------------------------- | --------------------------------------- | --- | ------------- | -------------- |
| Burkhardsrieth 20 (Standort) | Ehemaliges Wohnstallhaus                | Zweigeschossiger Satteldachbau, Granitgewände, wohl 18. Jahrhundert.                                                           | D-3-74-147-41 | BW             |
| Lußfeld (Standort)           | Wegkreuz                                | Gusseisenkruzifix mit trauernder Muttergottes auf geschweiftem Granitsockel, bezeichnet mit „1909“.                            | D-3-74-147-78 | BW             |
| St. Ulrich (Standort)        | Katholische Wallfahrtskirche St. Ulrich | Saalkirche mit Walmdach und eingezogenem Rechteckchor, Chorscheitelturm mit Spitzhelm, bezeichnet mit „1689“; mit Ausstattung. | D-3-74-147-40 | weitere Bilder |
| Waidhauser Holz (Standort)   | Bildstock                               | Granitschaft auf Postament, Laterne mit rundbogig geschlossenem Bildfeld, 18. Jahrhundert.                                     | D-3-74-147-43 | BW             |

### Finkenhammer
| Lage                                                     | Objekt                   | Beschreibung | Akten-Nr.     | Bild |
| -------------------------------------------------------- | ------------------------ | --- | ------------- | ---- |
| Finkenhammer 1; Nähe Finkenhammer; Pfleghänge (Standort) | Ehemaliges Hammerschloss | Wohnhaus, zweigeschossiger Walmdachbau mit Putzstreifengliederung und geohrten Fensterrahmungen, mit zwei farbig gefassten Heiligenfiguren in Nischen, Portal bezeichnet mit „1766“; Kapelle, nach Süden dem Hauptgebäude angebaut, kleiner Steildachbau über rechteckigem Grundriss, wohl gleichzeitig; mit Ausstattung; Nebengebäude, zweigeschossiger Halbwalmdachbau mit Putzstreifengliederung, bezeichnet mit „1833“; Brunnen, Granittrog, Brunnensäule mit Figur des heiligen Johannes von Nepomuk, 18./19. Jahrhundert. | D-3-74-147-44 | BW   |

### Fuchsmühle
| Lage                    | Objekt                              | Beschreibung                                                                                      | Akten-Nr.     | Bild |
| ----------------------- | ----------------------------------- | ------------------------------------------------------------------------------------------------- | ------------- | ---- |
| Miesbrunn 42 (Standort) | Wohnhaus der ehemaligen Fuchs-Mühle | Zweigeschossiger kubusartiger Walmdachbau mit Werksteingewänden, letztes Viertel 18. Jahrhundert. | D-3-74-147-53 | BW   |

### Lohma
| Lage                                 | Objekt      | Beschreibung | Akten-Nr.     | Bild           |
| ------------------------------------ | ----------- | --- | ------------- | -------------- |
| Bahnlinie Neustadt–Eslarn (Standort) | Bildstock   | Schlanker Granitschaft auf Würfelpostament, Laterne mit halbrunden Bildnischen, wohl 19. Jahrhundert.                            | D-3-74-147-47 | weitere Bilder |
| In Lohma (Standort)                  | Ortskapelle | Steildachbau über rechteckigem Grundriss, mit spitzbogigen Fensteröffnungen, wohl erste Hälfte 19. Jahrhundert; mit Ausstattung. | D-3-74-147-49 | weitere Bilder |
| Lohma 2 (Standort)                   | Ortskapelle | Steildachbau, dreiseitig geschlossen, Dachreiter mit Spitzhelm, 1925; mit Ausstattung.                                           | D-3-74-147-45 | weitere Bilder |
| Lohma 5 (Standort)                   | Wegkreuz    | Gusseisenkruzifix auf Granitsockel, bezeichnet mit „1899“.                                                                       | D-3-74-147-48 | BW             |

### Miesbrunn
| Lage                                                              | Objekt                                 | Beschreibung | Akten-Nr.     | Bild |
| ----------------------------------------------------------------- | -------------------------------------- | --- | ------------- | ---- |
| Kreuzstein (Standort)                                             | Granitkreuz                            | Mit Relief des Gekreuzigten, wohl Ende 16. Jahrhundert. | D-3-74-147-54 | BW   |
| Miesbrunn 8 (Standort)                                            | Einfirsthof                            | Eingeschossiger Satteldachbau, Bruchstein mit Ziegelergänzungen, nach Norden Stallstadeltrakt, Türrahmung bezeichnet mit „1786“. | D-3-74-147-51 | BW   |
| Miesbrunn 45; Miesbrunn 20; Miesbrunn 55; in Miesbrunn (Standort) | Katholische Pfarrkirche St. Wenzeslaus | Saalkirche mit Steildach und eingezogenem, fünfseitig geschlossenem Chor, Westturm mit Zwiebelhaube, neubarock, 1912 nach Brand wiederhergestellt; mit Ausstattung; Friedhofsmauer, Bruchstein, 18./19. Jahrhundert; Kriegerdenkmal für die Gefallenen des I. Weltkriegs, Granitschaft auf Stufenpostament mit Balkenkreuzbekrönung, 1920er Jahre, später für Gefallene des II. Weltkriegs erweitert. | D-3-74-147-50 | BW   |
| Naßgalle (Standort)                                               | Brunnenstein                           | Granit, mit Auffangschale und eisernem Auslass, bezeichnet mit „1892“. | D-3-74-147-55 | BW   |

### Peugenhammer
| Lage                        | Objekt                                | Beschreibung | Akten-Nr.     | Bild                                  |
| --------------------------- | ------------------------------------- | --- | ------------- | ------------------------------------- |
| Paint (Standort)            | Granitkreuz                           | Mit ausgehauener Bildnische, wohl 17. Jahrhundert. | D-3-74-147-60 | BW                                    |
| Peugenhammer 1 a (Standort) | Herrenhaus der ehemaligen Hammermühle | Zweigeschossiger Walmdachbau mit Putzstreifenrahmungen und Granitportal, 17./18. Jahrhundert, später Walmdachanbau nach Westen.                                                     | D-3-74-147-57 | Herrenhaus der ehemaligen Hammermühle |
| Schillhopfen (Standort)     | Granitkreuz                           | Nachmittelalterlich. | D-3-74-147-58 | weitere Bilder                        |
| Schillhopfen (Standort)     | Kruzifix                              | Gusseisenkruzifix mit trauernder Muttergottes, auf Granitsockel, bezeichnet mit „1899“.                                                                                             | D-3-74-147-59 | weitere Bilder                        |
| Schillhopfen (Standort)     | Wegkapelle                            | Steildachbau, dreiseitig geschlossen, Dachreiter mit Spitzhelm, bezeichnet mit „1950“; Grabstein, mit Blendmaßwerk und Inschrift, auf gestuftem Maßwerksockel, Ende 19. Jahrhundert | D-3-74-147-76 | weitere Bilder                        |

### Pingermühle
| Lage                     | Objekt             | Beschreibung                                                             | Akten-Nr.     | Bild |
| ------------------------ | ------------------ | ------------------------------------------------------------------------ | ------------- | ---- |
| Pingermühle 1 (Standort) | Wohnhaus der Mühle | Zweigeschossiger Walmdachbau mit Werksteineinfassungen, 18. Jahrhundert. | D-3-74-147-61 | BW   |

### Schönschleif
| Lage                                                        | Objekt                                                                     | Beschreibung                                                                                          | Akten-Nr.     | Bild           |
| ----------------------------------------------------------- | -------------------------------------------------------------------------- | --- | ------------- | -------------- |
| Bahnlinie Neustadt–Eslarn; Bockl-Radweg; Lehling (Standort) | Eisenbahnbrücke der ehemaligen Bahnlinie Neustadt–Eslarn über den Zottbach | Parabelbogenbrücke mit flachem Mittelbogen und steilen Seitenbögen, Granit-Bossenquader, 1900.        | D-3-74-147-66 | weitere Bilder |
| Bremmhof (Standort)                                         | Wegkreuz                                                                   | Gusseisenkruzifix mit trauernder Muttergottes auf profiliertem Werksteinsockel, Ende 19. Jahrhundert. | D-3-74-147-79 | BW             |

### Spielhof
| Lage                   | Objekt                           | Beschreibung | Akten-Nr.     | Bild |
| ---------------------- | -------------------------------- | --- | ------------- | ---- |
| In Spielhof (Standort) | Katholische Kapelle St. Walburga | Schopfwalmdachbau, dreiseitig geschlossen, Dachreiter mit Zwiebelhaube, bezeichnet mit „1801“; mit Ausstattung. | D-3-74-147-63 | BW   |

### Vöslesrieth
| Lage                                                     | Objekt              | Beschreibung | Akten-Nr.     | Bild |
| -------------------------------------------------------- | ------------------- | --- | ------------- | ---- |
| In Vöslesrieth; Vöslesrieth 8; Vöslesrieth 20 (Standort) | Kapellenausstattung | Kruzifix, Engel- und Heiligenfiguren, Holz, farbig gefasst, 18. Jahrhundert; in moderner Ortskapelle.                | D-3-74-147-64 | BW   |
| Mühlfeld (Standort)                                      | Bildsäule           | Granitschaft mit Blattkapitell auf Postament, darauf Figur des heiligen Johannes von Nepomuk, bezeichnet mit „1850“. | D-3-74-147-62 | BW   |

## Ehemalige Baudenkmäler
In diesem Abschnitt sind Objekte aufgeführt, die früher einmal in der Denkmalliste eingetragen waren, jetzt aber nicht mehr. Objekte, die in anderem Zusammenhang also z. B. als Teil eines Baudenkmals weiter eingetragen sind, sollen hier nicht aufgeführt werden. Aktennummern in diesem Abschnitt sind ehemalige, jetzt nicht mehr gültige Aktennummern.

| Lage                                       | Objekt                      | Beschreibung                                                                     | Akten-Nr.     | Bild           |
| ------------------------------------------ | --------------------------- | -------------------------------------------------------------------------------- | ------------- | -------------- |
| Pleystein Am Weg nach Spielhof ()          | Bildsäule                   | Mit Steinfigur des heiligen Johannes von Nepomuk, bezeichnet mit „1800“.         | D-3-74-147-31 |                |
| Pleystein Galgenbergweg 3 (Standort)       | Friedhof mit Grabdenkmälern | 19./20. Jahrhundert                                                              | D-3-74-147-5  | weitere Bilder |
| Pleystein Marktplatz 1 (Standort)          | Holztor                     | Um 1900.                                                                         | D-3-74-147-12 | Holztor        |
| Pleystein Marktplatz 3 (Standort)          | Holztor                     | Wohl Ende 19. Jahrhundert.                                                       | D-3-74-147-13 | Holztor        |
| Pleystein Marktplatz 7 (Standort)          | Holztor                     | Wohl Ende 19. Jahrhundert.                                                       | D-3-74-147-14 | BW             |
| Pleystein Marktplatz 8 (Standort)          | Granittorbogen              | Bezeichnet mit „1848“, mit Holztor.                                              | D-3-74-147-15 | weitere Bilder |
| Pleystein Marktplatz 11 (Standort)         | Holztor                     | Um 1900.                                                                         | D-3-74-147-16 | BW             |
| Pleystein Marktplatz 15 (Standort)         | Traufseithaus               | Zweite Hälfte 19. Jahrhundert, mit Stichbogenöffnungen, Toreinfahrt und Holztor. | D-3-74-147-18 | weitere Bilder |
| Pleystein Marktplatz 16 (Standort)         | Steintorbogen mit Holztor   | Zweite Hälfte 19. Jahrhundert.                                                   | D-3-74-147-19 | BW             |
| Pleystein Marktplatz 17 (Standort)         | Traufseithaus               | Zweite Hälfte 19. Jahrhundert, mit Tordurchfahrt und geschnitztem Tor.           | D-3-74-147-20 | Traufseithaus  |
| Pleystein Marktplatz 21 (Standort)         | Holztor                     | Wohl erste Hälfte 20. Jahrhundert.                                               | D-3-74-147-22 | weitere Bilder |
| Lohma Lohma 13 (Standort)                  | Satteldachbau               | Bezeichnet mit „1800“ (?), Satteldachbau mit Steingewänden.                      | D-3-74-147-46 | BW             |
| Miesbrunn Miesbrunn 40 (Standort)          | Zugehöriger Holzstadel      | Bezeichnet mit „1776“, Ständerbau mit gestuftem Giebel.                          | D-3-74-147-52 | BW             |
| Miesbrunn In der Flur Kirchbühl (Standort) | Steinbildstock              | 18. Jahrhundert.                                                                 | D-3-74-147-56 | BW             |